# کریس بیکر
کریس بیکر (انگلیسی: Chris Baker؛ زادهٔ ۲ فوریهٔ ۱۹۹۱) اهل بریتانیا است.